# Chronologie de l'exploration spatiale
Cet article retrace les grandes dates et jalons de l'histoire de l'exploration spatiale.

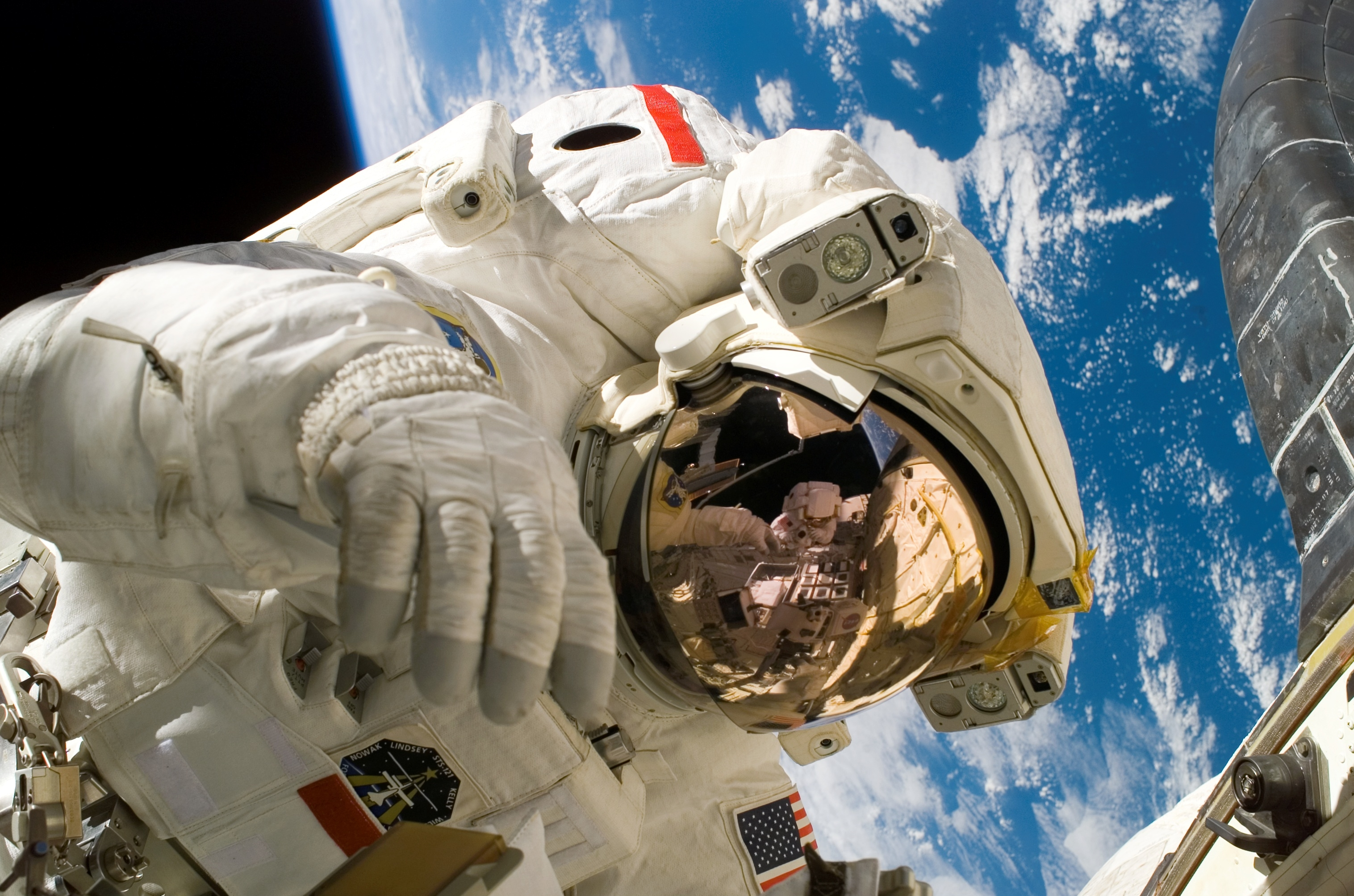
L'astronaute Piers Sellers pendant la troisième sortie extravéhiculaire (EVA) de la mission STS-121 en 2006.

L'histoire de l'exploration spatiale débute grâce aux avancées allemandes lors de la Seconde Guerre mondiale, notamment dans le domaine des fusées. Elle est marquée, à ses débuts, par une forte concurrence entre les États-Unis et l'URSS, pour des motifs de prestige national liés à la guerre froide. Cette période est la « course à l'espace ».
Quatre évènements majeurs marquent la course à l'espace : le premier vol spatial orbital de l'Histoire, le 4 octobre 1957, par le satellite soviétique Spoutnik 1 ; le premier vol dans l'espace par un être humain, le 12 avril 1961 par Youri Gagarine ; le premier vol extravéhiculé par un être humain le 18 mars 1965 au cours du vol orbital du Soviétique Alexeï Leonov ; et le premier pas sur la Lune le 21 juillet 1969 par l'astronaute Neil Armstrong.
Les technologies spatiales se sont ensuite développées pour l'exploration scientifique des planètes ainsi que pour l'usage commercial de l'espace grâce, par exemple, aux satellites de télécommunications.
De nombreuses sondes sont envoyées, comme Galileo, partie en 1989 à destination de Jupiter, ou Cassini-Huygens, lancée en 1997 pour Saturne. Le plus lointain corps céleste visité à ce jour est le cubewano 2014 MU69, à proximité duquel passe la sonde New Horizons le 1er janvier 2019. Cependant, de nombreux objets transneptuniens et autres astéroïdes restent à explorer, et les sondes Voyager, les objets les plus lointains envoyés par l'humanité à ce jour, ont tout juste franchi l'héliopause au cours des années 2000.
Aujourd'hui, l'exploration spatiale est avant tout commerciale et scientifique, et le tourisme spatial intéresse également les entreprises, à travers le partenariat avec des agences spatiales et par le développement de leur propre flotte de véhicules spatiaux.

## Grandes dates et jalons de la conquête spatiale
| Date               | Pays | Évènement | Illustration                    |
| ------------------ | --- | --- | ------------------------------- |
| 20 juin 1944       | Reich allemand | Le missile allemand V2 est le premier objet artificiel à atteindre une altitude supérieure à 100 km (176 km), ce qui correspond à la limite entre l'atmosphère et l'espace selon la Fédération aéronautique internationale. | Un V2.                          |
| 4 octobre 1957     | Union soviétique | Le petit satellite soviétique Spoutnik 1 devient le premier objet satellisé par l'Homme. | Spoutnik 1.                     |
| 3 novembre 1957    | Union soviétique | La chienne russe Laïka, premier animal vivant à réaliser une orbite dans l'espace, qui meurt au bout de quelques heures à bord de Spoutnik 2. Elle est donc, par la même occasion, le premier être vivant à décéder dans l'espace, et demeure encore à ce jour le seul décès répertorié au-dessus de la ligne de Kármán. | Maquette de la cabine de Laïka. |
| 1er février 1958   | États-Unis | L'Amérique rentre dans la course de la conquête spatiale en satellisant son premier satellite Explorer 1. |                                 |
| 29 juillet 1958    | États-Unis | Création de la NASA, l'agence spatiale des États-Unis. |                                 |
| 4 janvier 1959     | Union soviétique | La sonde soviétique Luna 1 effectue le premier survol de la Lune et devient le premier objet artificiel en orbite héliocentrique. |                                 |
| 13 septembre 1959  | Union soviétique | Luna 2 : premier engin spatial à entrer en contact avec un autre corps céleste (la Lune). |                                 |
| 7 octobre 1959     | Union soviétique | Luna 3 dévoile au monde les premières images de la face cachée de la Lune. |                                 |
| 10 août 1960       | États-Unis | Le satellite de reconnaissance Discoverer 13 est le premier satellite récupéré avec succès, dans l'océan Pacifique, après un vol orbital. |                                 |
| 19 août 1960       | Union soviétique | Belka et Strelka sont les premiers êtres à revenir vivants d'un vol orbital. |                                 |
| 31 janvier 1961    | États-Unis | Premier hominidé envoyé dans l'espace pour un vol orbital, le chimpanzé Ham, lors de la mission Mercury-Redstone 2. |                                 |
| 12 avril 1961      | Union soviétique | Premier humain envoyé dans l'espace pour un vol orbital, le Soviétique Youri Gagarine, lors de la mission Vostok 1. |                                 |
| 5 mai 1961         | États-Unis | Alan Shepard devient le premier Américain dans l'espace (vol suborbital) lors de la mission Mercury-Redstone 3. Première mission spatiale habitée qui a atterri avec un pilote toujours dans le vaisseau spatial, donc le premier vol spatial habité complet selon les définitions de la FAI. |                                 |
| 6 août 1961        | Union soviétique | Âgé de 25 ans à l'époque, le Russe Guerman Titov fut jusqu’au 20 juillet 2021 la plus jeune personne à être allée dans l'espace, lors de la mission Vostok 2. Il reste à ce jour la plus jeune personne à avoir effectué un vol orbital. |                                 |
| 20 février 1962    | États-Unis | Premier vol orbital habité Américain. John Glenn devient le premier Américain en orbite terrestre à bord de sa capsule Friendship 7 lors de la mission Mercury-Atlas 6. |                                 |
| 26 avril 1962      | Royaume-Uni | Premier satellite britannique, Ariel 1 (lancé depuis Cap Canaveral). Le Royaume-Uni devient le troisième pays à posséder un satellite en orbite après l'URSS et les États-Unis. |                                 |
| 29 septembre 1962  | Canada | Premier satellite canadien, Alouette 1 (lancé par une fusée américaine). Le Canada devient le quatrième pays à posséder un satellite en orbite, après l'URSS, les États-Unis et le Royaume-Uni. |                                 |
| 14 décembre 1962   | États-Unis | Premier survol d'une autre planète. Premier survol de Vénus, par Mariner 2. |                                 |
| 16 juin 1963       | Union soviétique | Première femme dans l'espace, Valentina Terechkova. Elle demeure aussi à ce jour la seule femme à avoir volé en solo. |                                 |
| 25 avril 1964      | France | Premier lancement d'une fusée lithergol, brûlant un carburant solide et un comburant liquide, LEX, depuis l'île du Levant. |                                 |
| 15 décembre 1964   | Italie | Premier satellite italien, San Marco 1 (lancé par les Américains). L'Italie devient ainsi la première nation d'Europe occidentale et la cinquième au monde à posséder un satellite en orbite. |                                 |
| 18 mars 1965       | Union soviétique | Première sortie dans l'espace par le Soviétique Alexei Leonov à bord de la capsule Voskhod 2. |                                 |
| 14 juillet 1965    | États-Unis | Premier survol de la planète Mars et premières images de la surface martienne grâce à la sonde Mariner 4. |                                 |
| 26 novembre 1965   | France | La France lance son premier satellite, Astérix, à partir d'une fusée Diamant, devenant ainsi la troisième puissance spatiale mondiale. |                                 |
| 15 décembre 1965   | États-Unis | Premier rendez-vous spatial entre les vaisseaux Gemini 6 et Gemini 7. |                                 |
| 3 février 1966     | Union soviétique | Premier atterrissage en douceur sur un autre corps céleste. La sonde soviétique Luna 9 se pose en douceur sur le sol de la Lune. |                                 |
| 3 avril 1966       | Union soviétique | Première orbite autour de la Lune. Luna 10 réussit à se placer en orbite de la Lune. |                                 |
| 16 mars 1966       | États-Unis | Premier amarrage spatial entre le vaisseau Gemini 8 et la fusée-cible Agena, effectué par l'astronaute Neil Armstrong. |                                 |
| 26 janvier 1967    | France | Premier lancement de fusée-sonde depuis l'Antarctique, une fusée Dragon depuis la Base antarctique Dumont-d'Urville. |                                 |
| 18 octobre 1967    | Union soviétique | Première sonde dans l'atmosphère d'une autre planète. Premier objet humain sur la surface d'une autre planète (Vénus). Venera 4 envoie des données de l'atmosphère jusqu'à 25 km d'altitude au-dessus de Vénus, avant de perdre le contact. |                                 |
| 29 novembre 1967   | Australie | Premier satellite australien WRESAT-1 (lancé par les Américains à partir d'une base britannique Woomera Rocket Range, mais sur sol Australien). Cette base de lancement aura servi aux premiers essais britanniques et à la mise au point du premier lanceur européen Europa. |                                 |
| 14 septembre 1968  | Union soviétique | Premiers êtres vivants à survoler la Lune, des tortues, à bord de la mission lunaire Zond 5 soviétique. Premier vaisseau habité à survoler la Lune. |                                 |
| 24 décembre 1968   | États-Unis | Première fois qu'un équipage s'échappe de l'orbite terrestre et se met en orbite lunaire. Première fois qu'un humain voit un lever de Terre, pendant la mission Apollo 8. |                                 |
| 7 juillet 1969     | Union soviétique | Première navette spatiale à atteindre l'espace et à en revenir, BOR-2, qui servira au développement du programme de navettes soviétiques Bourane. |                                 |
| 21 juillet 1969    | États-Unis | Premiers pas de l'Homme sur la Lune lors de la mission Apollo 11, effectués par Neil Armstrong et Buzz Aldrin. |                                 |
| 11 février 1970    | Japon | Lancement du premier satellite japonais, Ōsumi. Le Japon devient la quatrième puissance spatiale à réussir une mise en orbite par ses propres moyens après l'URSS, les États-Unis et la France. |                                 |
| 24 avril 1970      | Chine | La Chine devient la cinquième puissance spatiale après l'Union soviétique, les États-Unis, la France et le Japon à réussir une mise en orbite |                                 |
| 17 novembre 1970   | Union soviétique | Lunokhod 1 : premier astromobile (rover robot) à se poser sur un sol extra-terrestre (la Lune). |                                 |
| 15 décembre 1970   | Union soviétique | Premier atterrissage réussi sur une autre planète (Vénus). Venera 7 se pose sur la surface de Vénus et garde le contact pendant 27 minutes. |                                 |
| 19 avril 1971      | Union soviétique | Lancement de la première station spatiale habitée, Saliout-1 par l'Union soviétique. |                                 |
| 26 juillet 1971    | États-Unis | L'utilisation du rover lunaire, dans la mission Apollo 15, a été un défi technologique supplémentaire |                                 |
| 28 octobre 1971    | Royaume-Uni | Mise en orbite réussie du satellite britannique Prospero X-3 par un lanceur national Black Arrow (et restera le seul), faisant du Royaume-Uni la 6e nation à mettre en orbite un satellite après l'Union soviétique, les États-Unis, la France, le Japon et la Chine. |                                 |
| 13 novembre 1971   | États-Unis | Première mise en orbite autour d'une autre planète, Mars, par la sonde Mariner-9. |                                 |
| 2 décembre 1971    | Union soviétique | Premier atterrissage en douceur réussi sur Mars, par la sonde soviétique Mars 3. Mais elle s'éteint quelques secondes après la confirmation du succès. |                                 |
| 19 décembre 1972   | États-Unis | Apollo 17, dernière mission lunaire dans le cadre du programme Apollo. |                                 |
| 14 mai 1973        | États-Unis | Lancement de la station spatiale américaine Skylab. Les États-Unis deviennent les seconds à posséder une station spatiale en autonomie. |                                 |
| 3 décembre 1973    | États-Unis | Premier survol de Jupiter par la sonde Pioneer 10. |                                 |
| 29 mars 1974       | États-Unis | Premier survol de Mercure par la sonde américaine Mariner 10. |                                 |
| 31 mai 1975        | Europe | Création de l'Agence spatiale européenne, transfert officiel des activités de lancement à Kourou, en Guyane. |                                 |
| 22 octobre 1975    | Union soviétique | Premier atterrissage réussi sur Vénus. La sonde soviétique Venera 9 retransmet les premières photographies prises depuis la surface d'une autre planète (Vénus). Première sonde en orbite de Vénus. |                                 |
| 20 juillet 1976    | États-Unis | Première mission opérationnelle à la surface de Mars. Viking 1 devient la première sonde opérationnelle à se poser sur Mars. Première image du sol martien. |                                 |
| 2 mars 1978        | Tchécoslovaquie | Vladimír Remek devient le premier astronaute ni américain, ni soviétique. Il vole à bord de Soyouz 28. |                                 |
| 1er septembre 1979 | États-Unis | Premier survol de Saturne par la sonde Pioneer 11. |                                 |
| 18 juin 1980       | Inde | Premier satellite indien, Rohini 1B, lancé par une fusée indienne SLV-3 depuis le centre spatial Satish-Dhawan. L'Inde devient la septième puissance spatiale. |                                 |
| 12 avril 1981      | États-Unis | Premier décollage de la navette spatiale (Columbia). |                                 |
| 19 juin 1981       | Europe | Lancement réussi du premier satellite européen, Météosat-2, lancé par une fusée européenne Ariane 1. |                                 |
| 24 juin 1982       | France | Premier ouest-Européen et premier Français dans l'espace, Jean-Loup Chrétien. C'est aussi le premier astronaute du bloc de l'Ouest à voler à bord de Soyouz et à bord d'une station soviétique. |                                 |
| 27 janvier 1983    | Union soviétique | 1000e vol orbital d'une fusée Soyuz, une première dans l'histoire des lanceurs. |                                 |
| 30 août 1983       | États-Unis | Guion Bluford devient le premier astronaute afro-américain à voler dans l'espace lors de la mission STS-8. |                                 |
| 11 juin 1985       | Union soviétique | Premier engin volant dans l'atmosphère d'une autre planète. Vega 1 largue des ballon-sondes dans l'atmosphère de Vénus. |                                 |
| 24 janvier 1986    | États-Unis | Premier survol d'Uranus, par Voyager 2. |                                 |
| 20 février 1986    | Union soviétique | Mise en orbite du premier élément de la station orbitale soviétique Mir. Première station spatiale modulaire. |                                 |
| 6 mars 1986        | Union soviétique | Premier survol d'une comète. La sonde soviétique Vega 1 survole la comète de Halley. |                                 |
| 19 septembre 1988  | Israël | Premier satellite israélien, Ofek-1, lancé par une fusée israélienne Shavit. Israël devient la huitième puissance spatiale. |                                 |
| 15 novembre 1988   | Union soviétique | Premier vol de la navette spatiale soviétique Bourane, premier vol d'une navette spatiale en mode automatique. |                                 |
| 25 août 1989       | États-Unis | Premier survol de Neptune, par Voyager 2. |                                 |
| 25 avril 1990      | États-Unis | Lancement du télescope spatial Hubble, détenant en 2022 le record de longévité pour un télescope spatial. |                                 |
| 12 septembre 1992  | États-Unis | Mae Jemison devient la première femme afro-américaine à voler dans l'espace, lors de la mission STS-47. |                                 |
| 7 décembre 1995    | États-Unis | Premier satellite en orbite de Jupiter : Galilleo |                                 |
| 4 juillet 1997     | États-Unis | Premier rover martien. La sonde Mars Pathfinder se pose sur Mars et libère le robot mobile Sojourner. |                                 |
| 20 novembre 1998   | Drapeau des États-Unis · Drapeau de la Russie · Drapeau de l’Union européenne · Drapeau du Japon · Drapeau du Canada | Le premier module de la station spatiale internationale (ISS) est mis en place. Il s'agit de Zarya, un module russe. |                                 |
| 31 octobre 2000    | Drapeau des États-Unis · Drapeau de la Russie · Drapeau de l’Union européenne · Drapeau du Japon · Drapeau du Canada | Début de la présence humaine permanente dans l'espace, à bord de l'ISS. |                                 |
| 19 février 2001    | Russie | Destruction volontaire de la station Mir, qui est précipitée dans l'atmosphère et s'y consume. |                                 |
| 28 avril 2001      | États-Unis Russie | Dennis Tito, premier touriste de l'espace. |                                 |
| 15 octobre 2003    | Chine | Premier vol habité dans l'espace de la Chine, par Yang Liwei dans la capsule Shenzhou 5 |                                 |
| 21 juin 2004       | États-Unis | Premier vol suborbital habité non gouvernemental, dans le cadre de l'Ansari X Prize, par le SpaceShipOne. Ce dernier est emporté le 4 octobre 2004 lors du deuxième vol. |                                 |
| 1er juillet 2004   | Drapeau des États-Unis · Drapeau de l’Union européenne                                                               | Premier satellite en orbite de Saturne : Cassini. |                                 |
| 14 janvier 2005    | Europe | La sonde européenne Huygens se pose sur Titan. C'est l'objet le plus lointain à ce jour à s'être posé sur le sol d'un astre. |                                 |
| 9 mars 2008        | Europe | Lancement du plus gros vaisseau cargo à ce jour, l'ATV. |                                 |
| 2 février 2009     | Iran | Premier vol orbital iranien, grâce au lanceur Safir. L'Iran devient la 9e puissance spatiale. |                                 |
| 13 juin 2010       | Japon | Premier retour d'échantillon d'astéroïde. La sonde Hayabusa rentre dans l'atmosphère terrestre après un aller-retour vers l'astéroïde Itokawa. |                                 |
| 18 mars 2011       | États-Unis | Première orbite autour de Mercure, par la sonde MESSENGER. C'est la deuxième sonde a survoler la planète, 40 ans après Mariner 10. |                                 |
| 8 juillet 2011     | États-Unis | Dernier décollage de la navette spatiale Atlantis, qui met fin au programme des navettes spatiales américaines. |                                 |
| 29 septembre 2011  | Chine | Première station spatiale chinoise, Tiangong 1. La chine devient la troisième nation a posséder en autonomie une station spatiale. |                                 |
| 25 août 2012       | États-Unis | Voyager 1 est la première sonde à franchir l'héliopause et le premier artefact à pénétrer le milieu interstellaire en sortant de l'héliosphère. Elle constitue l'objet d'origine terrestre le plus éloigné à ce jour, dérivant dans l'espace intersidéral à plus de 20 milliards de kilomètres de la Terre. |                                 |
| 12 décembre 2012   | Corée du Nord | Premier vol orbital nord-coréen. Par le lancement réussi d'Unha, la Corée du Nord devient la 10e puissance spatiale. |                                 |
| 30 janvier 2013    | Corée du Sud | Premier vol orbital sud-coréen. Par le lancement réussi de KSLV-1, la Corée du Sud devient la 11e puissance spatiale. |                                 |
| 14 décembre 2013   | Chine | Premier atterrissage chinois réussi sur la Lune, troisième nation à y parvenir. La sonde chinoise Chang'e 3, se pose sur la Lune et y dépose un rover d'exploration baptisé Yutu. |                                 |
| 12 novembre 2014   | Europe | Premier atterrissage sur une comète. La sonde spatiale européenne Rosetta est placée en orbite autour de la comète Tchouri et envoie un petit atterrisseur, Philae, afin d'analyser la composition de son sol et sa structure. |                                 |
| 14 juillet 2015    | États-Unis | Premier survol de Pluton, par la sonde New Horizons. Dernière rencontre originale avec l'une des neuf planètes majeures reconnues en 1981. |                                 |
| 25 novembre 2015   | États-Unis | Premier atterrissage vertical d'une fusée spatiale après avoir franchi la ligne de Kármán, par la New Shepard de Blue Origin. D'autres fusées étaient capables de réaliser un atterrissage propulsé, mais aucune n'eut la capacité de franchir la ligne de Kármán (100 km d'altitude). |                                 |
| 21 décembre 2015   | États-Unis | Premier atterrissage vertical d'une fusée orbitale, la Falcon 9. |                                 |
| 1er janvier 2019   | États-Unis | Premier survol d'un objet de la ceinture de Kuiper, par la sonde New Horizons. |                                 |
| 3 janvier 2019     | Chine | Premier atterrissage sur la face cachée de la Lune, par l'atterrisseur chinois Chang'e 4. |                                 |
| 11 avril 2019      | Israël | Premier atterrisseur lunaire israélien. Beresheet atteint l'orbite lunaire (lancé par une fusée américaine privée Falcon 9), mais ne parvient pas à se poser en douceur et s'écrase sur la Lune. |                                 |
| 6 septembre 2019   | Inde | Premier atterrisseur lunaire indien, Chandrayaan-2, qui se crashe. |                                 |
| 7 décembre 2019    | Chine | Plus faible intervalle entre deux lancements d'exemplaires du même modèle de fusée, deux Kuaizhou-1A sont parties à six heures d'intervalle. |                                 |
| 25 avril 2020      | Russie | Le vaisseau russe Progress MS-14 bat le record de temps entre le lancement et l'amarrage à l'ISS, établi à trois heures, vingt minutes et quatorze secondes. |                                 |
| 30 mai 2020        | États-Unis | Premier vol spatial habité opéré par une entreprise privée. L’entreprise privée SpaceX envoie, au moyen de sa fusée Falcon 9 et de sa capsule Crew Dragon, deux astronautes rejoindre la Station spatiale internationale pour la mission DM-2. |                                 |
| 9 février 2021     | Émirats arabes unis                                                                                                  | Mise en orbite (par une fusée Japonaise H-IIA) de la sonde Al Amal autour de Mars avec succès. Les Émirats arabes unis deviennent les septièmes à avoir une sonde spatiale vers une autre planète. |                                 |
| 19 avril 2021      | États-Unis | Premier vol aérodynamique propulsé sur une autre planète et premier aérobot de type aérodyne (et aérogire). Premier décollage depuis le sol d'une autre planète, c'est-à-dire premier aéronef à utiliser la force aérodynamique pour voler sur une autre planète. Ingenuity effectue avec succès un vol aérodynamique sur Mars. Symboliquement, Ingenuity emporte avec lui un morceau de toile de l'avion des frères Wright.                                         |                                 |
| 20 avril 2021      | États-Unis | Fabrication d'oxygène sur une autre planète, une première cruciale pour la conquête spatiale. Après s'être posé sur Mars en douceur le 18 février 2021, l'astromobile Perseverance, au moyen de son instrument MOXIE, transforme du dioxyde de carbone issu de l’atmosphère martienne en oxygène. |                                 |
| 29 avril 2021      | Chine | Mise en orbite du premier module (Tianhe : module central) de la Station spatiale chinoise (CSS). Cette nouvelle station est historiquement la troisième station modulaire, après Mir et l'ISS. La chine devient la deuxième nation a posséder une station spatiale modulaire en autonomie. |                                 |
| 14 mai 2021        | Chine | Première mission opérationnelle non américaine sur le sol martien (Mars 3 n'a pas été opérationnelle). Premier astromobile martien non américain. La Chine pose avec succès le rover Zhurong sur Mars pour la mission Tianwen-1, devenant le troisième pays à poser en douceur une sonde sur la planète. |                                 |
| 11 juillet 2021    | États-Unis | L'entrepreneur Richard Branson devient la première personne à atteindre l'espace, suivant la norme américaine (considérant la frontière spatiale à 50 miles, soit en dessous de la ligne de Kármán), au moyen d'un engin développé par la compagnie qu'il a fondée, en atteignant l'altitude de 86,1 km à bord du VSS Unity. |                                 |
| 20 juillet 2021    | États-Unis | Premier vol habité de la fusée New Shepard. À bord, l'entreprener Jeff Bezos devient la première personne à franchir la ligne de Kármán, suivant la norme internationale (considérant la frontière spatiale à 100 km), au moyen d'un engin développé par la compagnie qu'il a fondée, en atteignant l'altitude de 106 km. Par ce même vol suborbital, le Hollandais Oliver Daemen (18 ans) devient le premier mineur et la plus jeune personne à atteindre l'espace. |                                 |
| 16 septembre 2021  | États-Unis | Premier vol orbital entièrement touristique, par la mission Inspiration4, qui est également la troisième mission habitée opérationnelle de Crew Dragon. |                                 |
| 5 octobre 2021     | Russie | Premier film tourné pour le cinéma dans l'espace. Klim Chipenko, réalisateur, et Ioulia Peressild, actrice, décollent à bord de la mission Soyouz MS-19 vers la Station spatiale internationale. Première mission touristique vers l'ISS emportant deux touristes. |                                 |
| 28 avril 2021      | États-Unis | La sonde Parker devient le premier objet à pénétrer l'atmosphère du Soleil. |                                 |
| 25 décembre 2021   | Drapeau de la France · Drapeau des États-Unis · Drapeau de l’Union européenne · Drapeau du Canada                    | Lancement du télescope spatial James Webb depuis le Centre spatial guyanais à bord d'une Ariane 5. JWST, le plus grand télescope spatial, conçu par la collaboration de la NASA de l'ESA et de l'ASC, est la mission scientifique la plus coûteuse de l'histoire. |                                 |
| 12 juillet 2023    | Chine | La Zhuque-2 devient le premier lanceur orbital opérationnel fonctionnant à la combustion du méthane liquide, développé par l'entreprise privée chinoise LandSpace. |                                 |
| 23 août 2023       | Inde | Premier atterrissage indien réussi sur la lune, quatrième nation à y parvenir La sonde indienne Chandrayaan-3 se pose au pôle Sud de la Lune et y dépose un rover. |                                 |
| 19 janvier 2024    | Japon | Premier atterrissage japonais réussi sur la Lune, cinquième nation à y parvenir. La sonde Japonaise SLIM se pose avec une grande précision sur la Lune. | - Trajectoire de SLIM           |
| 23 janvier 2024    | États-Unis | Mise en orbite lunaire par la fusée privée Falcon 9. La société privée américaine Intuitive Machines réussit avec succès à poser sur la Lune sa sonde Intuitive Machines One. |                                 |
| 14 mars 2024       | États-Unis | Le Starship de l'entreprise privée SpaceX devient le plus puissant lanceur spatial à avoir envoyé de manière opérationnelle une charge au delà de la ligne de Kármán. Par sa poussée de 76 méganewton lors du vol de test suborbital IFT-3, il détrône les lanceurs SLS américain et N1 soviétique. |                                 |
| 19 mai 2024        | États-Unis | Ed Dwight devient le plus vieil humain à franchir la ligne de Kármán, à 90 ans et 8 mois, lors de la mission Blue Origin NS-25. Symboliquement, il était déjà candidat astronaute au début des années 1960. Désigné par John Kennedy pour être le premier astronaute noir de l'histoire, il n'est pas sélectionné par la NASA pour des raisons encore aujourd'hui très controversées.                                                                                |                                 |
| 12 septembre 2024  | États-Unis | Première sortie extra-véhiculaire réalisée dans le cadre d'une mission privée. Lors de la mission Polaris Dawn, Jared Isaacman sort dans l'espace pendant huit minutes à travers l'écoutille du Crew Dragon Resilience, suivi par Sarah Gillis pendant sept minutes. |                                 |

## Puissances spatiales par chronologie
Est considérée comme une puissance spatiale une nation ou un groupement de nation pouvant placer en orbite une charge utile de manière autonome. D'autres nations sont reconnues comme des puissances spatiales, mais leurs charges utiles doivent être placées en orbite par des lanceurs étrangers.
| Position | Pays             | Date              | Charge utile              | Lanceur         | Note |
| -------- | ---------------- | ----------------- | ------------------------- | --------------- | --- |
| 1        | Union soviétique | 4 octobre 1957    | Spoutnik 1                | R7              | Première puissance spatiale.                                                                                                |
| 2        | États-Unis       | 1er février 1958  | Explorer 1                | Juno I          | |
| 3        | France           | 26 novembre 1965  | Astérix                   | Diamant A       | |
| 4        | Japon            | 11 février 1970   | Ōsumi                     | Lambda 4S       | |
| 5        | Chine            | 24 avril 1970     | Dong Fang Hong 1          | Longue Marche 1 | |
| 6        | Royaume-Uni      | 28 octobre 1971   | Prospero                  | Black Arrow     | Le Royaume-Uni fut la troisième nation dans l'espace avec le satellite Ariel 1, mais il fut lancé par une fusée américaine. |
| 7        | Inde             | 18 juin 1980      | Rohini 1B                 | SLV             | |
| 8        | Israël           | 19 septembre 1988 | Ofek 1                    | Shavit          | |
| 9        | Iran             | 2 février 2009    | Omid                      | Safir 1         | |
| 10       | Corée du Nord    | 12 décembre 2012  | Kwangmyŏngsŏng 3 numéro 2 | Unha 3          | Première mise en orbite réussie selon l'Occident.                                                                           |
| 11       | Corée du Sud     | 30 janvier 2013   | STSAT-2C                  | KLSV 1          | |

### Premiers astronautes par pays
Ci-dessous sont listés les premiers humains de chaque pays à avoir atteint l'espace. Les premiers astronautes d'un pays unifié ou devenu indépendants sont grisés. En bleu sont notés les vols réalisés en autonomie, c'est-à-dire exploitant la technologie du même pays.
| Nom                         | Pays                 | Date              | Mission            | Véhicule            | Note                                                                               |
| --------------------------- | -------------------- | ----------------- | ------------------ | ------------------- | ---------------------------------------------------------------------------------- |
| Youri Gagarine              | Union soviétique     | 12 avril 1961     | Vostok 1           | Vostok              | Premier humain dans l'espace et en orbite.                                         |
| Alan Shepard                | États-Unis           | 5 mai 1961        | Mercury-Redstone 3 | Mercury             | Vol suborbital (deuxième humain dans l'espace)                                     |
| John Glenn                  | États-Unis           | 20 février 1962   | Mercury-Atlas 6    | Mercury             | Vol orbital (deuxième humain en orbite).                                           |
| Vladimír Remek              | Tchécoslovaquie      | 2 mars 1978       | Soyouz 28          | Soyouz 7K-T         | Premier Européen (non-Russe).                                                      |
| Mirosław Hermaszewski       | Pologne              | 27 juin 1978      | Soyouz 30          | Soyouz 7K-T         |                                                                                    |
| Sigmund Jähn                | Allemagne de l'Est   | 26 août 1978      | Soyouz 31          | Soyouz 7K-T         |                                                                                    |
| Georgi Ivanov               | Bulgarie             | 10 avril 1979     | Soyouz 33          | Soyouz 7K-T         | La mission est un échec car l'amarrage à Saliout 6 est raté.                       |
| Bertalan Farkas             | Hongrie              | 26 mai 1980       | Soyouz 36          | Soyouz 7K-T         |                                                                                    |
| Phạm Tuân                   | Vietnam              | 23 juillet 1980   | Soyouz 37          | Soyouz 7K-T         | Premier asiatique dans l'espace.                                                   |
| Arnaldo Tamayo Méndez       | Cuba                 | 18 septembre 1980 | Soyouz 38          | Soyouz 7K-T         |                                                                                    |
| Jügderdemidiin Gürragchaa   | Mongolie             | 22 mars 1981      | Soyouz 39          | Soyouz 7K-T         |                                                                                    |
| Dumitru Prunariu            | Roumanie             | 14 mai 1981       | Soyouz 40          | Soyouz 7K-T         |                                                                                    |
| Jean-Loup Chrétien          | France               | 24 juin 1982      | Soyouz T-6         | Soyouz-T            | Premier ouest-européen                                                             |
| Ulf Merbold                 | Allemagne de l'Ouest | 28 novembre 1983  | STS-9              | Columbia            | Premier astronaute de l'Agence spatiale européenne.                                |
| Rakesh Sharma               | Inde                 | 3 avril 1984      | Soyouz T-11        | Soyouz-T            |                                                                                    |
| Marc Garneau                | Canada               | 5 octobre 1984    | STS-41-G           | Challenger          |                                                                                    |
| Paul Scully-Power           | Australie            | 5 octobre 1984    | STS-41-G           | Challenger          | Bi-nationalité américaine                                                          |
| Sultan ben Salmane Al Saoud | Arabie saoudite      | 17 juin 1985      | STS-51-G           | Discovery           |                                                                                    |
| Wubbo Ockels                | Pays-Bas             | 30 octobre 1985   | STS-61-A           | Challenger          |                                                                                    |
| Rodolfo Neri Vela           | Mexique              | 27 novembre 1985  | STS-61-B           | Atlantis            |                                                                                    |
| Muhammed Faris              | Syrie                | 22 juillet 1987   | Soyouz TM-3        | Soyouz TM           |                                                                                    |
| Abdul Ahad Mohmand          | Afghanistan          | 29 août 1988      | Soyouz TM-6        | Soyouz TM           | Il est désormais Allemand.                                                         |
| Toyohiro Akiyama            | Japon                | 2 décembre 1990   | Soyouz TM-11       | Soyouz TM           | Premier vol commercial.                                                            |
| Helen Sharman               | Royaume-Uni          | 18 mai 1991       | Soyouz TM-12       | Soyouz TM           |                                                                                    |
| Franz Viehböck              | Autriche             | 2 octobre 1991    | Soyouz TM-13       | Soyouz TM           |                                                                                    |
| Alexandre Kaleri            | Russie               | 17 mars 1992      | Soyouz TM-14       | Soyouz TM           | Premiers cosmonautes de nationalité russe. Viktorenko a cependant déjà volé avant. |
| Aleksandr Viktorenko        | Russie               | 17 mars 1992      | Soyouz TM-14       | Soyouz TM           | Premiers cosmonautes de nationalité russe. Viktorenko a cependant déjà volé avant. |
| Klaus-Dietrich Flade        | Allemagne            | 17 mars 1992      | Soyouz TM-14       | Soyouz TM           | Premier astronaute de l'Allemagne réunifiée.                                       |
| Dirk Frimout                | Belgique             | 24 mars 1992      | STS-45             | Atlantis            |                                                                                    |
| Franco Malerba              | Italie               | 31 juillet 1992   | STS-46             | Atlantis            |                                                                                    |
| Claude Nicollier            | Suisse               | 31 juillet 1992   | STS-46             | Atlantis            |                                                                                    |
| Bjarni Tryggvason           | Islande              | 7 août 1997       | STS-85             | Discovery           | Bi-nationalité canadienne                                                          |
| Leonid Kadeniouk            | Ukraine              | 19 novembre 1997  | STS-87             | Columbia            | Premier astronaute de l'Ukraine indépendante.                                      |
| Pedro Duque                 | Espagne              | 29 octobre 1998   | STS-95             | Discovery           |                                                                                    |
| Ivan Bella                  | Slovaquie            | 20 février 1999   | Soyouz TM-29       | Soyouz TM           | Premier astronaute de la Slovaquie indépendante.                                   |
| Mark Shuttleworth           | Afrique du Sud       | 25 avril 2002     | Soyouz TM-34       | Soyouz TM           | Deuxième touriste spatial après Dennis Tito.                                       |
| Ilan Ramon                  | Israël               | 16 janvier 2003   | STS-107            | Columbia            | Mort dans l'accident.                                                              |
| Yang Liwei                  | Chine                | 15 octobre 2003   | Shenzhou 5         | Shenzhou            | Troisième pays a réaliser un vol habité autonome.                                  |
| Marcos Pontes               | Brésil               | 30 mars 2006      | Soyouz TMA-8       | Soyouz TMA          |                                                                                    |
| Anousheh Ansari             | Iran                 | 18 septembre 2006 | Soyouz TMA-9       | Soyouz TMA          | Première femme touriste. Bi-nationalité américaine.                                |
| Christer Fuglesang          | Suède                | 10 décembre 2006  | STS-116            | Discovery           |                                                                                    |
| Sheikh Muszaphar Shukor     | Malaisie             | 10 octobre 2007   | Soyouz TMA-11      | Soyouz TMA          |                                                                                    |
| Yi So-yeon                  | Corée du Sud         | 8 avril 2008      | Soyouz TMA-12      | Soyouz TMA          |                                                                                    |
| Andreas Mogensen            | Danemark             | 2 septembre 2015  | Soyouz TMA-18M     | Soyouz TMA-M        |                                                                                    |
| Aïdyn Aimbetov              | Kazakhstan           | 2 septembre 2015  | Soyouz TMA-18M     | Soyouz TMA-M        | Premier astronaute du Kazakhstan indépendant.                                      |
| Hazza Al Mansouri           | Émirats arabes unis  | 25 septembre 2019 | Soyouz MS-15       | Soyouz MS           |                                                                                    |
| Mário Ferreira              | Portugal             | 4 août 2022       | Blue Origin NS-22  | RSS First Step      | Touriste spatial de Blue Origin.                                                   |
| Sara Sabry                  | Égypte               | 4 août 2022       | Blue Origin NS-22  | RSS First Step      | Touriste spatial de Blue Origin.                                                   |
| Alper Gezeravcı             | Turquie              | 18 janvier 2024   | SpaceX Ax-3        | Crew Dragon Freedom |                                                                                    |

## Chronologie de l'exploration du système solaire
Ce tableau retranscrit les jalons d'exploration des différents astres du système solaire. Un survol est une trajectoire passant près d'un astre.
| Astre      | Survol               | Survol               | Orbite            | Orbite          | Contact           | Contact         | Atterrissage en douceur      | Atterrissage en douceur      |
| ---------- | -------------------- | -------------------- | ----------------- | --------------- | ----------------- | --------------- | ---------------------------- | ---------------------------- |
| Terre      | 20 juin 1944         | V2                   | 4 octobre 1957    | Spoutnik 1      |                   |                 |                              |                              |
| Lune       | 4 janvier 1959       | Luna 1               | 3 avril 1966      | Luna 10         | 13 septembre 1959 | Luna 2          | 3 février 1966               | Luna 9                       |
| Mercure    | 24 mars 1970         | Mariner 10           | 18 mars 2011      | MESSENGER       | 30 avril 2015     | MESSENGER       | Aucun                        | Aucun                        |
| Vénus      | 14 décembre 1962     | Mariner 2            | 22 octobre 1975   | Venera 9        | 1er mars 1966     | Venera 3        | 15 décembre 1970             | Venera 7                     |
| Mars       | 14 juillet 1965      | Mariner 4            | 13 novembre 1971  | Mariner 9       | 27 novembre 1971  | Mars 2          | 2 décembre 1971              | Mars 3                       |
| Astéroïdes | 29 octobre 1991      | Galileo              | 14 février 2000   | 14 février 2000 | 12 février 2001   | 12 février 2001 | 12 février 2001              | NEAR Shoemaker               |
| Astéroïdes | Gaspra               | Gaspra               | Éros              | Éros            | Éros              | Éros            | Éros                         | Éros                         |
| Comètes    | 11 septembre 1985    | ICE                  | 10 septembre 2014 | Rosetta         | 4 juillet 2005    | Deep Impact     | 12 novembre 2014             | Philae                       |
| Comètes    | 21P/Giacobini-Zinner | 21P/Giacobini-Zinner | Tchouri           | Tchouri         | 9P/Tempel         | 9P/Tempel       | Tchouri                      | Tchouri                      |
| Jupiter    | 3 décembre 1973      | Pioneer 10           | 7 décembre 1995   | Galileo         | 21 septembre 2003 | Galileo         | Aucun sur l'une de ses lunes | Aucun sur l'une de ses lunes |
| Saturne    | 1er septembre 1979   | Pioneer 11           | 1er juillet 2004  | Cassini-Huygens | 15 septembre 2017 | Cassini         | 14 janvier 2005              | Huygens                      |
| Saturne    | 1er septembre 1979   | Pioneer 11           | 1er juillet 2004  | Cassini-Huygens | 15 septembre 2017 | Cassini         | (Sur Titan)                  |                              |
| Uranus     | 24 janvier 1986      | Voyager 2            | Aucun             | Aucun           | Aucun             | Aucun           | Aucun sur l'une de ses lunes | Aucun sur l'une de ses lunes |
| Neptune    | 25 août 1989         | Voyager 2            | Aucun             | Aucun           | Aucun             | Aucun           | Aucun sur l'une de ses lunes | Aucun sur l'une de ses lunes |

## Personnalités historiques

### Pionniers de la conquête spatiale
- Constantin Tsiolkovski, un des pères de l'astronautique moderne.
- Robert Esnault-Pelterie, précurseur français des voyages interplanétaires.
- Robert Goddard, concepteur des premières fusées.
- Hermann Oberth, un des pères de l'astronautique moderne.
- Valentin Glouchko, concepteur de moteur-fusée soviétique.
- Sergueï Korolev, père du programme spatial soviétique.
- Wernher von Braun, concepteur des V2 et père du programme spatial américain.
- Eugen Sänger, travailla sur plusieurs programmes américains.

### Astronautes célèbres

Buzz Aldrin, deuxième homme à avoir marché sur la Lune.

- Youri Gagarine, premier homme dans l'espace.
- Valentina Terechkova, première femme dans l'espace en 1963.
- Svetlana Savitskaya, deuxième femme cosmonaute en 1982.
- Alexei Leonov, premier homme à réaliser une sortie extravéhiculaire dans l'espace.
- Alan Shepard, premier astronaute américain.
- Sally Ride, première astronaute américaine.
- Neil Armstrong, premier homme à marcher sur la Lune.
- Buzz Aldrin, deuxième homme à marcher sur la Lune.
- Michael Collins, pilote du module de commande d'Apollo 11.
- Jean-Loup Chrétien, premier Français dans l'espace.
- Claudie Haigneré, première Française dans l'espace.
- Patrick Baudry, premier Français à voler à bord de la navette spatiale.
- Sergueï Krikaliov, cosmonaute russe ayant effectué six missions spatiales.
- Guennadi Padalka, recordman du temps cumulé dans l'espace avec 878 jours en cinq missions.
- Peggy Whitson, plus de temps cumulé dans l'espace pour une femme et pour un américain.
- Anatoli Soloviev, plus de temps passé en sortie extravéhiculaire.
- Valeri Poliakov, plus long séjour en orbite en 1994-1995
- Yang Liwei, premier chinois dans l'espace.
- John Young, astronaute américain ayant volé sur Gemini, Apollo et la navette spatiale.

## Les victimes
Officiellement, la conquête de l'espace a fait 24 morts à ce jour (dont la chienne Laïka). Cependant, de nombreuses personnes ont été tuées en ex-URSS, aux États-Unis d'Amérique, en République populaire de Chine et au Brésil par l'explosion de fusées sur le pas de tir ou par des fusées retombant au sol. L'explosion d'une fusée Ariane 5 a provoqué la retombée de débris potentiellement dangereux sur des zones heureusement non habitées en Guyane.
Ci-dessous sont listés les évènements par ordre chronologique.
- Spoutnik 2 (3 novembre 1957) : la chienne Laïka mourut environ sept heures après le lancement, du fait du stress et d'une surchauffe, probablement due à une défaillance du système de régulation de température (aucune récupération n'était cependant prévue, certains affirmant que Laïka devait mourir d'asphyxie à la décharge des batteries ou devait mourir par ingestion d'une portion de nourriture empoisonnée).
- Entraînement au sol (23 mars 1961), mort dans l'incendie d'un caisson pressurisé :
  - Valentin Bondarenko.
- Apollo 1 (27 janvier 1967) : incendie lors d'un test sur le pas de tir tuant les trois astronautes :
  - Virgil Grissom (il avait échappé de peu à la noyade sur Mercury 4),
  - Edward White,
  - Roger Chaffee.
- Soyouz 1 (23 avril 1967) : parachute en torche :
  - Vladimir Komarov.
- Soyouz 11 (29 juin 1971) : dépressurisation lors de la rentrée atmosphérique :
  - Georgi Dobrovolski,
  - Viktor Patsaïev,
  - Vladislav Volkov.
- Challenger (28 janvier 1986) : explosion lors du lancement :
  - Francis Scobee (commandant),
  - Michael J. Smith (copilote),
  - Grégory Jarvis (ingénieur),
  - Judith Resnik,
  - Christa McAuliffe (enseignante civile),
  - Ronald Mc Nair,
  - Ellison Onizuka.
- Entraînement au sol (11 juillet 1993), mort noyé lors de l'entraînement à une opération de sauvetage :
  - Sergueï Vozovikov (en).
- Columbia (1er février 2003), détruite lors de la rentrée :
  - Rick Husband (commandant),
  - William Mc Cool (copilote),
  - Michael Anderson,
  - Kalpana Chawla (Indienne naturalisée Américaine),
  - David Brown,
  - Laurel Clark,
  - Ilan Ramon (Israélien).

À ce jour, hormis la chienne Laïka, il n'y a jamais eu de mort dans l'espace. Les décès se sont produits soit lors de l'entraînement au sol, soit lors du décollage, soit lors de la rentrée dans l'atmosphère.
La NASA rend hommage à ces victimes à travers un mémorial. Les noms de plusieurs de ces astronautes ont servi à baptiser des astéroïdes ou des formations géologiques sur d'autres corps célestes. Plusieurs plaques commémoratives ont été déposées sur la Lune par les missions Apollo, notamment par David Scott, lors de l'atterrissage d'Apollo 15.

## Les grands programmes
- V2, première fusée opérationnelle.
- Spoutnik, premiers satellites
- Explorer, premier satellite américain.
- Luna, étude de la Lune.
- Pioneer, découverte du système solaire.
- Corona, l'espionnage depuis l'espace.
- Vostok, l'Homme dans l'espace.
- Mercury, début de la compétition spatiale.
- Mariner, exploration du système solaire.
- Venera, exploration de Vénus.
- Voskhod, sortie dans l'espace.
- Soyouz et le cargo Progress.
- Surveyor, découverte de la surface de la Lune.
- Gemini, préparation d'un alunissage.
- Apollo, « Un petit pas pour un Homme, mais un bond de géant pour l'humanité ».
- Lunokhod, deux rovers à la surface de la Lune.
- Saliout, premières station spatiales.
- Skylab, station spatiale américaine.
- Viking et missions suivantes.
- Voyager, exploration du système solaire.
- Ariane, pour l'indépendance européenne.
- Navette spatiale, les cargos de l'espace.
- Mir, vie dans l'espace.
- Station spatiale internationale, symbole de la coopération spatiale.
- Shenzhou, la Chine dans l'espace.
- Mars Exploration Rover, deux rovers à la surface de Mars.
- Constellation, pour préparer le retour sur la Lune (annulé).
- Tiangong, stations spatiales chinoises.
- Mars Sample Return, ramener Mars sur la Terre.
- Artemis, retour sur la Lune.

## Les missions habitées

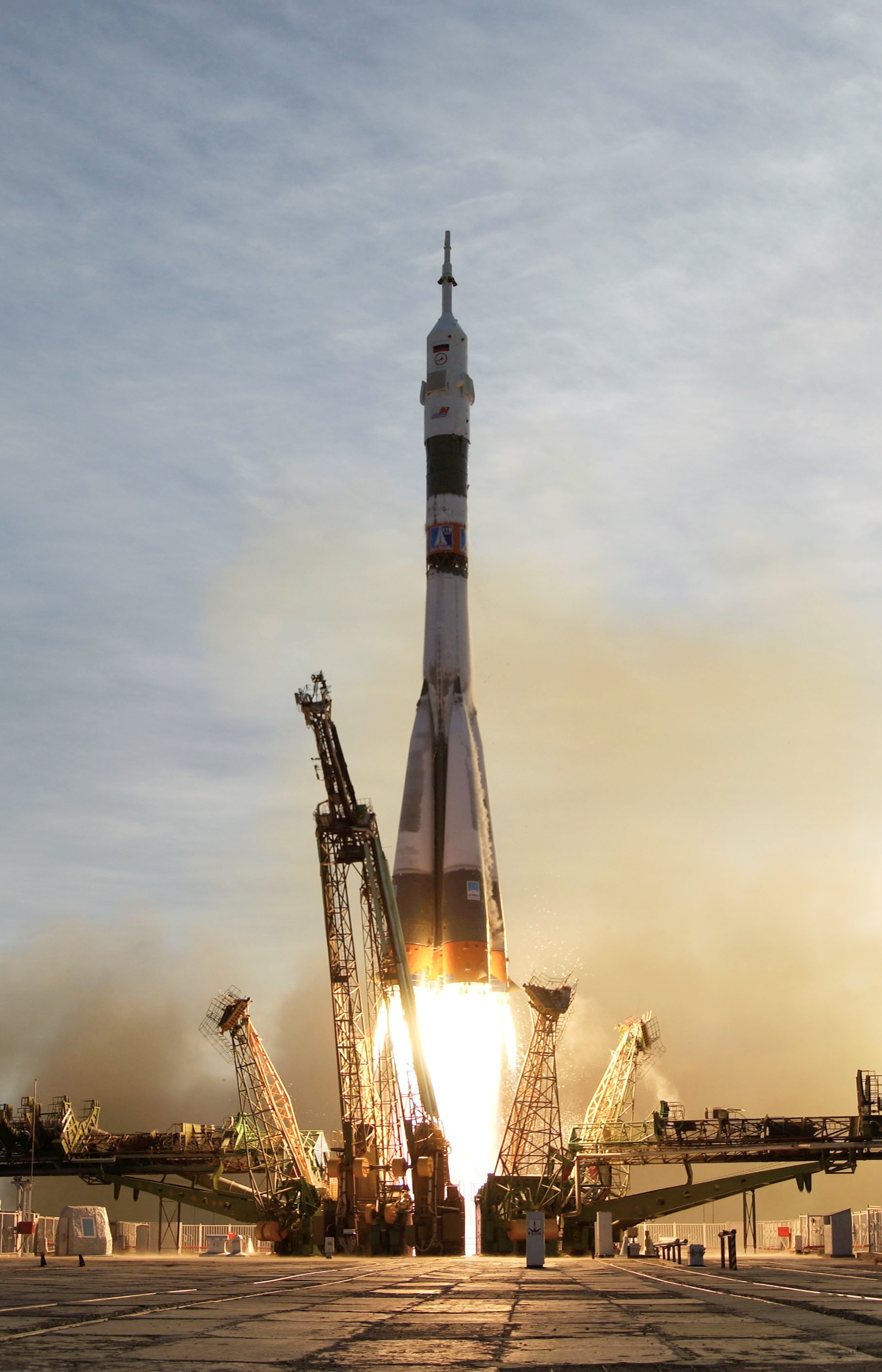
Lancement du Soyouz TMA-5 depuis Baïkonour.

Sont listés ci-dessous les grands programmes habités ayant abouti dans l'histoire de l'exploration spatiale, par ordre chronologique.
- Le programme Vostok
- Le programme Mercury
- Le programme Voskhod
- Le programme Soyouz
- Le programme Gemini
- Le programme Apollo
- Skylab
- La Navette spatiale
- La station spatiale Mir
- La Station spatiale internationale (ISS)
- Le programme Shenzhou
- Le commercial crew program
- Le programme Artemis

Voir aussi :
- Liste des missions spatiales habitées entre 1961 et 1986
- Liste des missions spatiales habitées entre 1987 et 1999
- Liste des missions spatiales habitées entre 2000 et 2010
- Liste des missions spatiales habitées entre 2011 et 2020
- Liste des missions spatiales habitées depuis 2021